# Lód (powieść)
Lód – powieść z gatunku historii alternatywnych, autorstwa Jacka Dukaja, która ukazała się 6 grudnia 2007 roku nakładem Wydawnictwa Literackiego. Jak twierdzi sam autor, jest to powieść science fiction, w której częścią naukową jest historiozofia.
W 2018 r. książka została wydana w j. ukraińskim.

## Fabuła
Akcja powieści rozgrywa się w alternatywnym świecie, w którym 30 czerwca 1908 w środkowej Syberii uderzył meteoryt zbudowany z fikcyjnego minerału tungetytu, który otrzymując energię obniża swoją temperaturę (w książce pokazano, że tungetyt obniża swoją temperaturę np. po uderzeniu młotkiem – przeciwnie, niż wszystkie inne substancje). W wyniku upadku meteorytu (a więc dostarczenia ogromnej ilości energii, powodującej obniżenie się temperatury minerału i otoczenia) zaczęły panować ogromne mrozy (oraz towarzyszące im lute - przemieszczające się bryły lodu), które wkrótce po uderzeniu zaczęły rozprzestrzeniać się po Syberii, docierając także do Europy (np. Warszawa jest skuta lodem). Tym zjawiskom towarzyszą także inne, jak np. „ćmiatło” (będące „przeciwieństwem” światła, powstającym w wyniku spalania tungetytu w tzw. ćmieczkach); sam Lód wpływa także w pewien sposób na materię ożywioną („człowiek nigdy nie zachorował poważnie w kraju Zimy”) oraz na ludzką psychikę.
Na to wszystko reaguje świat polityczny: I wojna światowa nigdy nie wybucha, a na Syberię ściągają uczeni z wszystkich stron świata, gdyż pojawienie się Lodu daje nowe, ogromne możliwości metalurgiczne (tworzy się bardzo lekkie i wytrzymałe stopy), chemiczne i inne. Powstaje Zimny Nikołajewsk – największe przemysłowe miasto Syberii; Rosja kontynentalna staje się powoli centrum naukowego i przemysłowego świata. 
W tym świecie w roku 1924 warszawski matematyk Benedykt Gierosławski przyjmuje zlecenie rosyjskiego Ministerstwa Zimy, by udać się na Syberię i odszukać swojego zaginionego kilka lat wcześniej ojca, Filipa, zwanego Ojcem Mrozem, który rzekomo umie porozumiewać się z lutymi.

## Bohaterowie
- Benedykt Gierosławski
- Jelena Muklanowiczówna
- Nikola Tesla
- Grigorij Rasputin
- Czyngis Szczekielnikow
- Alfred Tarski
- Doktor Konieszyn
- Ünal Tayyib Fessar
- Józef Piłsudski
- Adam Blutfeld
- Gertruda Blutfeld
- Jules Verousse
- książę Błucki-Osiej
- księżna Błucka-Osiej
- Kapitan Priwieżeński
- Christine Filipov
- Miedofij Karpowicz Piełka
- Filimon Romanowicz Ziejcow

## Nagrody
- 2008 – Nagroda im. Janusza A. Zajdla
- 2008 – Nagroda Fundacji im. Kościelskich
- 2008 – Nagroda im. Jerzego Żuławskiego
- 2009 – Europejska Nagroda Literacka